# N. Jan Davis
Nancy Jan Davis, född 1 november 1953 i Cocoa Beach, Florida, är en amerikansk astronaut uttagen i astronautgrupp 12 den 5 juni 1987.
Under några år var hon gift med astronauten Mark C. Lee

## Rymdfärder
- STS-47
- STS-60
- STS-85